# 约瑟夫·门德尔松
约瑟夫·门德尔松（德語：Joseph Mendelssohn；1770年8月11日—1848年11月24日），德国犹太人，银行家。
他是哲学家摩西·门德尔松的长子。1795年，他创办了自己的银行。1804年，他的弟弟亚伯拉罕·门德尔松·巴托尔迪，即作曲家范妮·门德尔松和费利克斯·门德尔松的父亲，加入了该银行。门德尔松银行在门德尔松家族的控制下继续发展，并在19世纪崛起，而后成为20世纪早期最重要和最有影响力的德国银行之一。

## 后代
约瑟夫·门德尔松的后代包括神经学家亚历山大·卡尔·奥托·威斯特法尔（1863年－1941年）。